# Serjania glandulosa
Serjania glandulosa är en kinesträdsväxtart som beskrevs av Ferrucci & Somner. Serjania glandulosa ingår i släktet Serjania och familjen kinesträdsväxter. Inga underarter finns listade i Catalogue of Life.